# Група рідкісних дерев (Чернівці, вул. Буковинська)
Гру́па рі́дкісних дере́в — ботанічна пам'ятка природи місцевого значення в Україні. Розташована в межах міста Чернівці, на вулиці Буковинській, 4а (територія Обласної консультативної поліклініки). 
Площа 0,03 га. Статус надано згідно з рішенням виконавчого комітету Чернівецької обласної ради народних депутатів від 17 березня 1992 року № 72. Перебуває у віданні Обласної консультативної поліклініки. 
Статус надано з метою збереження окремих дерев кедра європейського (Pinus cembra), який занесений до Червоної книги України, а  також екзота — псевдотсуги тисолистої (Pseudotsuga menziesii). Пам'ятка природи має наукову та естетичну цінність. 